# Nils Kaiser
Nils Florian Kaiser (* 3. Februar 2002) ist ein deutscher Fußballspieler.

## Karriere
Nach seinen Anfängen in der Jugendabteilung von Fortuna Düsseldorf, des 1. FC Mönchengladbach, der SG Unterrath, für die er 24 Spiele in der B-Junioren-Bundesliga bestritt, bei denen ihm zwei Tore gelangen, und des TSV Meerbusch wechselte er im Sommer 2020 in die Jugendabteilung von Rot-Weiss Essen. Für seinen Verein bestritt er drei Spiele in der A-Junioren-Bundesliga, bei denen ihm ein Tor gelang. Im Sommer 2021 wurde er in den Kader der ersten Mannschaft in der Regionalliga West aufgenommen. Am Ende der Spielzeit 2021/22 gelang ihm mit seiner Mannschaft der Aufstieg in die 3. Liga. Um Spielpraxis zu sammeln, wurde er im Sommer 2022 für eine Spielzeit an den ehemaligen Ligakonkurrenten SC Wiedenbrück verliehen. Nach seiner Rückkehr kam er in Essen auch zu seinem ersten Profieinsatz, als er am 7. Oktober 2023, dem 10. Spieltag, bei der 0:5-Heimniederlage gegen den SC Verl in der 63. Spielminute für Torben Müsel eingewechselt wurde.

## Erfolge
Rot-Weiss Essen
- Meister der Regionalliga West und Aufstieg in die 3. Liga: 2021/22